# 12215 Jessicalounsbury
12215 Jessicalounsbury è un asteroide della fascia principale. Scoperto nel 1981, presenta un'orbita caratterizzata da un semiasse maggiore pari a 2,3008493 au e da un'eccentricità di 0,1533956, inclinata di 6,53461° rispetto all'eclittica.